# Rallentando
Rallentando (afkorting: "rall.") is een van oorsprong Italiaanse muziekterm die aangeeft dat er geleidelijk vertraagd moet worden. Soms staat er aangegeven van en naar welk tempo er vertraagd moet worden met behulp van een tempo-aanduiding of een metronoomgetal voor en na de vertraging. De aanwijzing slentando heeft dezelfde betekenis als rallentando.
Ook de aanduiding ritardando is een synoniem van rallentando.
De tegenhanger van rallentando is accelerando, ofwel versnellen.